# Khatyn
Ne doit pas être confondu avec Katyń.
Khatyn (en biélorusse et russe : Хатынь ; en polonais : Chatyń, prononciation ['xatɨɲ]), est un ancien village de Biélorussie, situé dans le raïon de Lahoïsk (voblast de Minsk) à 54 km au nord-est de Minsk. 

## Histoire
En mars 1943, durant la Seconde Guerre mondiale, le village est rasé et sa population massacrée au cours d'une opération de représailles menée par l'armée allemande contre la résistance. 
Un mémorial en souvenir des villages martyrs de Biélorussie a été aménagé sur le site, et restauré en 2004 lors d'un subbotnik (samedi communiste).